# Anna Maria Mühe
Anna Maria Mühe (Berlijn, 23 juli 1985) is een Duits actrice.

## Carrière
Mühe werd op 15-jarige leeftijd uitgenodigd voor een casting voor de film Big Girls Don't Cry van regisseur Maria von Heland, waarin zij de hoofdrol kreeg. Ze was in 2004 in de televisiefilm Tatort: Verraten und verkauft te zien. Mühe heeft ook hoofdrollen in de films Delphinsommer (2004) en Novemberkind (2008).
Ze werkte samen met de Duitse artiest Schiller op de albums Sehnsucht uit 2008 en Atemlos uit 2010.
In 2009 speelde ze in de historische film The Countess in de rol van Bertha. In de Netflix-serie Dogs of Berlin die eind 2018 van start ging speelt Mühe een alcoholverslaafde vrouw die haar leven weer op de rails probeert te krijgen.

## Filmografie
- 2002: Große Mädchen weinen nicht
- 2004: Tatort (televisieserie, aflevering: Verraten und verkauft)
- 2004: Was nützt die Liebe in Gedanken
- 2004: Delphinsommer
- 2004: Abhaun! (korte film)
- 2004: Neuland (korte film)
- 2005: Die letzte Schlacht (televisiefilm)
- 2005: Der Lebensversicherer
- 2005: Polizeiruf 110 (televisieserie, aflevering: Vergewaltigt)
- 2006: Abschnitt 40 (televisieserie, aflevering: Mädchen und Jungs)
- 2006: Der Kriminalist (televisieserie, aflevering: Gefallene Engel)
- 2006: Nichts geht mehr (korte film)
- 2006: Tatort (aflevering: Pauline)
- 2006: SOKO Wismar (televisieserie, aflevering: Vater gesucht)
- 2006: Schwesterherz
- 2006: Siebenstein (kinderserie, aflevering: Eine Flosse für Siebenstein)
- 2006: Sieh zu, dass du Land gewinnst
- 2007: Lunik
- 2007: Pfarrer Braun (televisieserie, aflevering: Braun unter Verdacht)
- 2007: Meine böse Freundin (televisiefilm)
- 2007: Mars (korte film)
- 2007: Doppelter Einsatz (televisieserie, aflevering: Rumpelstilzchen)
- 2007: Wir sagen Du! Schatz.
- 2007: Späte Aussicht (televisiefilm)
- 2008: Novemberkind
- 2008: Der Tote in der Mauer (televisiefilm)
- 2008: 1½ Ritter – Auf der Suche nach der hinreißenden Herzelinde
- 2009: Tatort (aflevering: Rabenherz)
- 2009: Die Gräfin
- 2009: Entführung in London (televisieserie, crossoverfilm SOKO Leipzig met de Britse misdaadserie The Bill)
- 2009: Ausflug (korte film)
- 2009: Lila, Lila
- 2009: Die kluge Bauerntochter (televisiefilm)
- 2009: Geliebter Johann Geliebte Anna (televisiefilm)
- 2010: Live Stream
- 2010: Alpha 0.7 – Der Feind in dir (televisieserie)
- 2011: Tatort (Folge: Stille Wasser)
- 2011: In der Welt habt ihr Angst
- 2011: Die Unsichtbare
- 2011: Im falschen Leben (televisiefilm)
- 2011: Unter anderen Umständen – Mord im Watt (televisieserie)
- 2012: Bis zum Horizont, dann links!
- 2012: Deckname Luna (televisie-tweeluik)
- 2013: Bloch – Die Lavendelkönigin (televisieserie)
- 2014: Nicht mein Tag
- 2014: Junges Deutschland (televisiefilm)
- 2014: Sternstunde ihres Lebens (televisiefilm)
- 2014: Göttliche Funken (televisiefilm)
- 2014: Spreewaldkrimi: Die Tote im Weiher (televisiefilm)
- 2014: Engel unter Wasser (televisiefilm)
- 2015: Schuld nach Ferdinand von Schirach (televisieserie, aflevering: Ausgleich)
- 2016: Seitenwechsel
- 2016: Die Täter – Heute ist nicht alle Tage (televisiefilm)
- 2016: Die Ermittler – Nur für den Dienstgebrauch (televisiefilm)
- 2016: Lotte Jäger und das tote Mädchen (televisiefilm)
- 2016: Familie! (televisie-tweeluik)
- 2016: Solo für Weiss – Das verschwundene Mädchen (televisieserie)
- 2016: Solo für Weiss – Die Wahrheit hat viele Gesichter (televisieserie)
- 2017: Mein Blind Date mit dem Leben
- 2017: Böhmermanns 'Letzte Stunde vor den Ferien' – Effie Briest (korte film)
- 2017: Jugend ohne Gott
- 2017: Kilimandscharo – Reise ins Leben (televisiefilm)
- 2017: Wenn Frauen ausziehen (televisieserie)
- 2018: Solo für Weiss – Es ist nicht vorbei (televisieserie)
- 2018: Dogs of Berlin (serie)
- 2018: Solo für Weiss – Für immer Schweigen (televisieserie)
- 2018: Jerks (televisieserie, aflevering: Fuß)
- 2019: Die Neue Zeit (televisieserie)
- 2020: Lassie – Eine abenteuerliche Reise
- 2020, 2023: Unsere wunderbaren Jahre (televisieserie)
- 2020: Solo für Weiss – Schlaflos (televisieserie)
- 2020: Gott – Von Ferdinand von Schirach (televisiefilm)
- 2021: Tatort: Unsichtbar
- 2021: Solo für Weiss – Das letzte Opfer (televisieserie)
- 2022: Heinrich Vogeler – Aus dem Leben eines Träumers
- 2022: Totenfrau (televisieserie)
- 2022: Solo für Weiss – Todesengel (televisieserie)
- 2022: Die Geschichte einer Familie
- 2023: Sophia, der Tod und ich
- 2023: Solo für Weiss – Liebeswut (televisieserie)

## Discografie
- 2004: Was nützt die Liebe in Gedanken (filmsoundtrack)
- 2008: Sehnsucht (met Schiller)
- 2010: Atemlos (met Schiller)
- 2014: Das Schicksal ist ein mieser Verräter (John Greens bestsellerroman)
- 2018: Bosse – Augen zu Musik an

## Prijzen
- Goldene Kamera voor beste nieuwkomer
- Shooting Stars Award in 2012 voor aankomende acteurs van de European Film Promotion